# Cernavodă
Cernavoda là một thị xã thuộc hạt Constanța, România. Dân số thời điểm năm 2002 là 18961 người.